# Neversink
Neversink es un pueblo ubicado en el condado de Sullivan en el estado estadounidense de Nueva York. En el año 2000 tenía una población de 3,553 habitantes y una densidad poblacional de 16 personas por km².

## Geografía
Neversink se encuentra ubicado en las coordenadas 41°51′2″N 74°35′43″O / 41.85056, -74.59528. Según la Oficina del Censo, la ciudad tiene un área total de 223,7 km² (86,4 mi²), de la cual 214,8 km² (82,9 mi²) es tierra y 8,9 km² (3,4 mi²) (3.99%) es agua.

## Demografía
Según la Oficina del Censo en 2000 los ingresos medios por hogar en la localidad eran de $45,174, y los ingresos medios por familia eran $55,075. Los hombres tenían unos ingresos medios de $40,744 frente a los $22,031 para las mujeres. La renta per cápita para la localidad era de $19,260. Alrededor del 11.3% de la población estaban por debajo del umbral de pobreza.